# Enrique Villegas
Enrique „Mono“ Villegas (* 3. August 1913 in Buenos Aires; † 11. Juli 1986 ebendort) war ein argentinischer Jazzmusiker (Piano, Komposition).

## Leben und Wirken
Villegas stammte aus aristokratischen Verhältnissen; als Halbwaise wurde er von Tanten aufgezogen. Seit dem Alter von sieben Jahren konzentrierte er sich auf das Klavierspielen. Er besuchte das Konservatorium zur gleichen Zeit wie die Grundschule. Zunächst interpretierte er Mozart. Musikunterricht erhielt er zuerst durch den Komponisten Alberto Williams, der ihm erlaubte, alle Genres zu spielen. So beschäftigte er sich im Alter von neun Jahren mit klassischer Musik, Volksmusik, Tango und Jazz. Aus dem Colegio Nacional Mariano Acosta musste er angeblich ohne Abschluss aus der vierten Klasse abgehen. Nach The New Grove Dictionary of Jazz absolvierte er 1932 das National-Konservatorium.
1932 brachte er Maurice Ravels Konzert für Klavier und Orchester im Teatro Odeón in Buenos Aires zur Erstaufführung. Im selben Jahr führte er die Originalversion von George Gershwins Rhapsody in Blue auf.
1935 begann er als Musiker bei Eduardo Armani im Alvear Palace Hotel zu arbeiten; er brachte auch eigene Werke zu Gehör. Später arbeitete er als Pianist für Radio El Mundo, wo er auch eigene Werke aufführte. Etwa zur gleichen Zeit entdeckte er Art Tatum, Fats Waller und Duke Ellington; er begann sehr intensiv, Jazz zu hören und zu spielen.
Im Jahr 1941 wurde seine Jazzeta mit Carlos García als Solist uraufgeführt. 1943 gründete er sein Santa Anita Sextet mit Juan Salazar an der Trompete, Chino Ibarra am Tenorsaxophon, Panchito Cao an der Klarinette, Tito Krieg am Bass und Adolfo Castro am Schlagzeug. 1944 gründete er die Combo Los Punteros mit Juan Salazar an der Trompete, Bebe Eguía am Tenorsaxophon, Jaime Rodríguez Anido an der Gitarre, Nene Nicolini am Kontrabass und Pibe Poggi am Schlagzeug. 1949 trat er dem Duo Martínez-Ledesma als Pianist bei und ersetzte Horacio Salgán.
1953 schrieb er die Musik zu Tennessee Williams’ Theaterstück A Streetcar Named Desire, das von Mecha Ortiz’ Ensemble im Teatro Casino erstaufgeführt wurde. Er nahm für Music Hall Records Criollo-Musik mit Gitarre und Basstrommel auf (Selecciones Folklórica de Los Hermanos Abalos) und Jazz-Titel mit Méndez am Kontrabass und Poggi am Schlagzeug.
1955 reiste er nach New York City, wo ihn nach einem Konzert im Cafe Bohemia Columbia Records für sechs Alben unter Vertrag nahm. Er nahm nur zwei davon im Trio mit Milt Hinton und Cozy Cole auf (Introducing Villegas und Very, Very Villegas), weil er den Vertrag kündigte, als Columbia ihn zwingen wollte, Boleros von Ernesto Lecuona zu spielen. Er verbrachte seine weitere Zeit in New York damit, Filme zu sehen, in kleinen Lokalen zu spielen und die Jazzmusiker Cole Porter, Count Basie, Nat King Cole und Coleman Hawkins zu besuchen. Im Jahr 1957 hörte er in Cleveland zum ersten Mal Duke Ellington.
1958 trat er beim Casals-Festival an der Universität von Puerto Rico in Río Piedras auf. 1963 besuchte er Europa, wo er in Deutschland, Frankreich und Spanien Konzerte gab. 1966 entstand sein Album Villegas en Cuerpo y Alma im Trio mit Jorge López Ruiz und Eduardo Casalla. In gleicher Besetzung spielte er Metamorfosis ein, Jazzadaptionen der 24 Préludes op. 28 von Chopin. Nach einer weiteren Reise nach New York, Paris und Rom gab er 1967 in Buenos Aires mehrere Konzerte und Liederabende. Im selben Jahr nahm er mit seinem Trio ein Album mit Titeln von Thelonious Monk auf. Im Quintett mit Paul Gonsalves und Willie Cook veröffentlichte er 1969 sein Album Encuentro.
1970 lebte er wieder in den Vereinigten Staaten. 1971 kam es neben Jazzkonzerten zu einer erneuten Aufführung von Rhapsody in Blue im Teatro Colón, diesmal in der Instrumentation von Ferde Grafe mit dem Orquesta Filarmónica de Buenos Aires unter der Leitung von Pedro Ignacio Calderón. 1973 nahm er im Teatro Municipal General San Martín sein Album zum 60. Geburtstag auf, 60 Años 3-8-73. 1974 interpretierte er im Club Vélez Sarsfield erneut Rhapsody in Blue. 1975 führte er als Klaviersolist im Teatro Colón in Buenos Aires ein Jazzkonzert auf. Im selben Jahr veröffentlichte er mit Ara Tokatlian und Guillermo Bordarampé das Album Inspiración, dem 1977 weitere Alben folgten.
1985 wurde er im Centro Cultural San Martín gewürdigt, wo er mit zahlreichen befreundeten Musikern eine Jam-Session veranstaltete.
Der Trompeter Roberto Fats Fernández veröffentlichte 1998 anlässlich des hundertsten Geburtstags von George Gershwin ein gemeinsames Album mit zuvor unveröffentlichten Aufnahmen.

## Lexikalischer Eintrag
- Laureano Omar & García Brunelli: Villegas, Enrique [Mono] in: Barry Kernfeld: The New Grove Dictionary of Jazz 2002